# Gérôme Pouvreau
Gérôme Pouvreau (26 de octubre de 1983) es un deportista francés que compitió en escalada, especialista en las pruebas de dificultad y bloques. Ganó dos medallas en el Campeonato Mundial de Escalada, oro en 2001 y bronce en 2005.

## Palmarés internacional
| Campeonato Mundial | Campeonato Mundial | Campeonato Mundial | Campeonato Mundial |
| Año                | Lugar              | Medalla            | Prueba             |
| ------------------ | ------------------ | ------------------ | ------------------ |
| 2001               | Winterthur (Suiza) | Medalla de oro     | Dificultad         |
| 2005               | Múnich (Alemania)  | Medalla de bronce  | Bloques            |